# اوسیمن
اوسیمن (به انگلیسی: Ocimene) با فرمول شیمیایی C۱۰H۱۶ یک ترکیب شیمیایی با شناسه پاب‌کم ۵۳۲۰۲۴۹ است. که جرم مولی آن 136.24 g/mol می‌باشد. 